# Rutil
Rutil ist ein häufig vorkommendes Mineral aus der Mineralklasse der „Oxide und Hydroxide“ mit der chemischen Zusammensetzung TiO2 und damit chemisch gesehen Titandioxid.
Rutil kristallisiert im tetragonalen Kristallsystem und entwickelt meist kurz- bis langprismatische, vertikal gestreifte Kristalle und sehr häufig Kristallzwillinge in Form polysynthetischer, lamellarer und zyklischer Drillinge, Vierlinge und Sechslinge, aber auch körnige bis massige Mineral-Aggregate. Die meisten Rutilkristalle sind zwischen einigen Millimetern und wenigen Zentimetern groß. Es konnten aber auch Kristalle von bis zu 25 cm Länge gefunden werden.
Die Farbe der meist durchsichtigen bis durchscheinenden Kristalle variiert zwischen rötlichbraun und kräftig rot, kann aber auch goldgelb, bläulich oder violett sein. Ebenso sind bunte Anlauffarben möglich. Die Oberflächen der Kristalle weisen einen diamantähnlichen Glanz auf.

## Etymologie und Geschichte
Beschrieben wurde Rutil 1803 von Abraham Gottlob Werner, der das Mineral in Anlehnung an seine häufig vorkommende, durch Eisen-Verunreinigungen erzeugte, rötliche Farbe (lateinisch rutilus) benannte.
Bis 1795, als seine chemische Zusammensetzung bekannt wurde, wurde Rutil fälschlicherweise für ein Mineral der Turmalingruppe gehalten.

## Klassifikation
Bereits in der seit 1982 veralteten 8. Auflage der Mineralsystematik nach Strunz gehörte der Rutil zur Mineralklasse der „Oxide und Hydroxide“ und dort zur Abteilung der Oxide mit der allgemeinen Formel „MO2- und verwandte Verbindungen“, wo er als Namensgeber die „Rutil-Reihe“ mit der System-Nr. IV/D.02 und den weiteren Mitgliedern Kassiterit, Plattnerit und Varlamoffit bildete.
Im zuletzt 2018 überarbeiteten und aktualisierten Lapis-Mineralienverzeichnis nach Stefan Weiß, das sich aus Rücksicht auf private Sammler und institutionelle Sammlungen noch nach dieser klassischen Systematik von Karl Hugo Strunz richtet, erhielt das Mineral die System- und Mineral-Nr. IV/D.02-10. In der „Lapis-Systematik“ entspricht der Abteilung „Oxide mit dem Stoffmengenverhältnis Metall : Sauerstoff = 1 : 2 (MO2- und Verwandte)“, wo Rutil zusammen mit Argutit, Kassiterit, Paratellurit, Plattnerit, Pyrolusit und Tripuhyit die „Rutil-Gruppe“ bildet.
Die seit 2001 gültige und von der International Mineralogical Association (IMA) bis 2009 aktualisierte 9. Auflage der Strunz’schen Mineralsystematik ordnet den Rutil ebenfalls in die Abteilung der „Oxide mit dem Stoffmengenverhältnis Metall : Sauerstoff = 1 : 2 und vergleichbare“ ein. Diese ist allerdings weiter unterteilt nach der Größe der beteiligten Kationen und der Kristallstruktur, so dass das Mineral entsprechend seiner Zusammensetzung und seinem Aufbau in der Unterabteilung „Mit mittelgroßen Kationen; Ketten kantenverknüpfter Oktaeder“ zu finden ist, wo es ebenfalls als Namensgeber die „Rutilgruppe“ mit der System-Nr. 4.DB.05 und den weiteren Mitgliedern Argutit, Kassiterit, Plattnerit, Pyrolusit, Tripuhyit, Tugarinovit und Varlamoffit bildet.
Auch die Systematik der Minerale nach Dana ordnet den Rutil in die Klasse der „Oxide und Hydroxide“ und dort in die Abteilung der „Oxide“ ein. Hier ist er zusammen mit Ilmenorutil, Strüverit, Pyrolusit, Kassiterit, Plattnerit, Argutit, Squawcreekit und Stishovit in der „Rutilgruppe (Tetragonal:P42/mnm)“ mit der System-Nr. 04.04.01 innerhalb der Unterabteilung „Einfachen Oxide mit einer Kationenladung von 4+(AO2)“ zu finden.

## Kristallstruktur

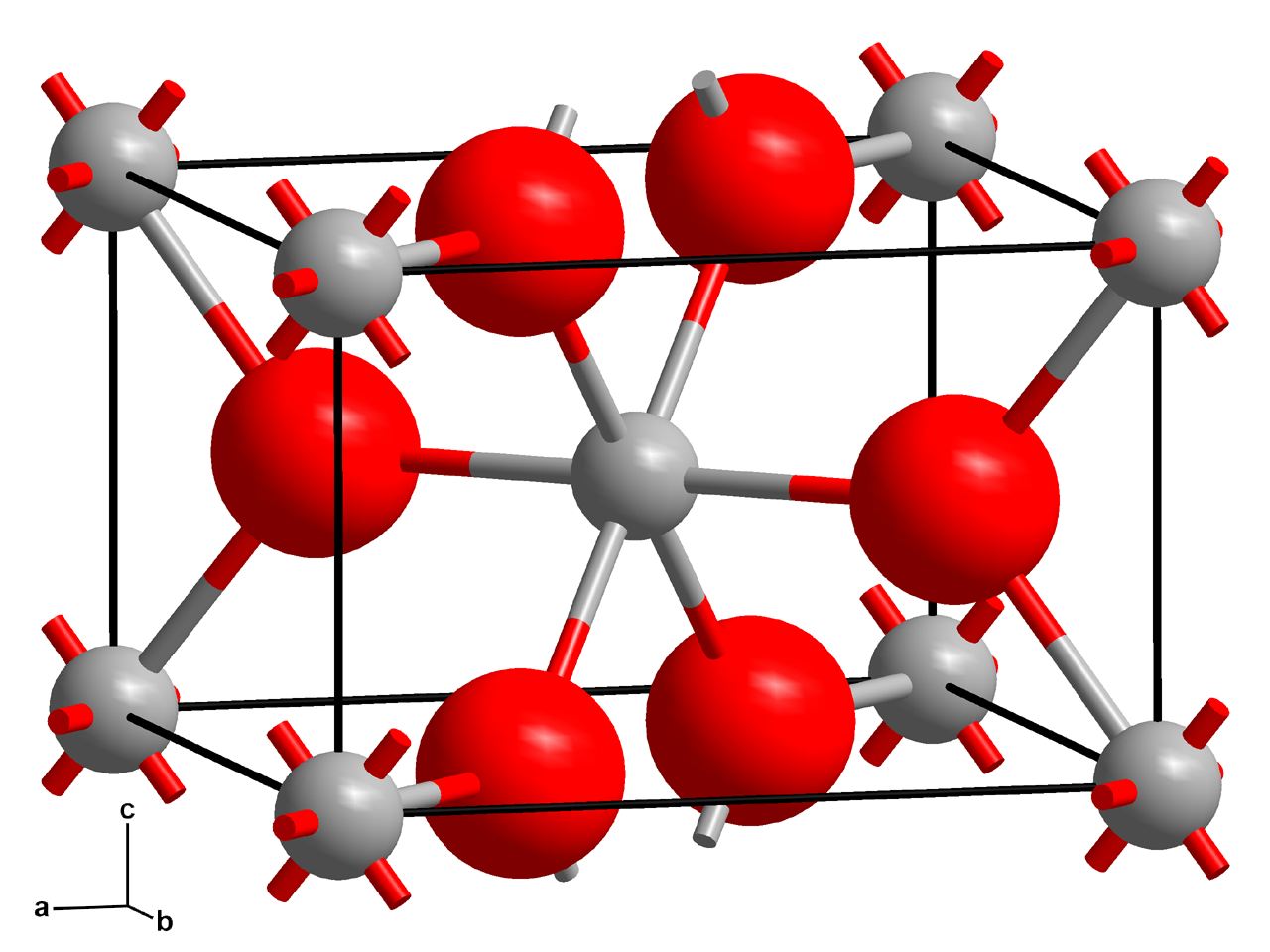
Kristallstruktur von Rutil bestehend aus Titan(IV)-Kationen (weiß) und Oxid-Anionen (rot)

Rutil kristallisiert tetragonal in der Raumgruppe P42/mnm (Raumgruppen-Nr. 136) mit den Gitterparametern a = 4,59 Å und c = 2,96 Å sowie zwei Formeleinheiten pro Elementarzelle.
Die Rutil-Struktur ist ein häufig auftretender Strukturtyp für AB2-Verbindungen (Strukturbericht-Bezeichnung C4, Pearson-Symbol tP6) und beruht im Gegensatz zur Fluoritstruktur nicht auf einer dichtesten Kugelpackung. Die Oxid-Anionen sind zwar in der Art von verzerrten und gewellten „hexagonalen“ Schichten angeordnet, wobei die Hälfte der dazwischen befindlichen Oktaederlücken durch die Titan-Kationen besetzt sind, aufgrund der tetragonalen Symmetrie bilden diese gewellten Schichten jedoch keine dichteste Kugelpackung aus.
Die Kristallstruktur lässt sich daher besser als eine tetragonale Stabpackung aus Strängen kantenverknüpfter [TiO6]-Oktaeder (gemäß der Niggli-Schreibweise: [TiO4/2O2/1]) beschreiben, die parallel der kristallographischen c-Achse verlaufen. Die Stränge sind weiterhin über gemeinsame Ecken zu einem dreidimensionalen [TiO6/3]-Netzwerk verknüpft, woraus sich gekürzt die Summenformel TiO2 ergibt. Die oktaedrisch von Sauerstoffatomen umgebenen Titan-Kationen weisen damit die Koordinationszahl 6 auf, während die Oxid-Anionen von drei Titanatomen in einer leicht verzerrten trigonal planaren Anordnung umgeben sind (Koordinationszahl 3).
Eine Reihe weiterer anorganischer Verbindungen kristallisiert ebenfalls in der Rutil-Struktur, darunter die Oxide NbO2, TaO2, MnO2 und SnO2 sowie die Fluoride CrF2, MnF2, FeF2, CoF2, NiF2, CuF2 und ZnF2.

## Eigenschaften

### Morphologie

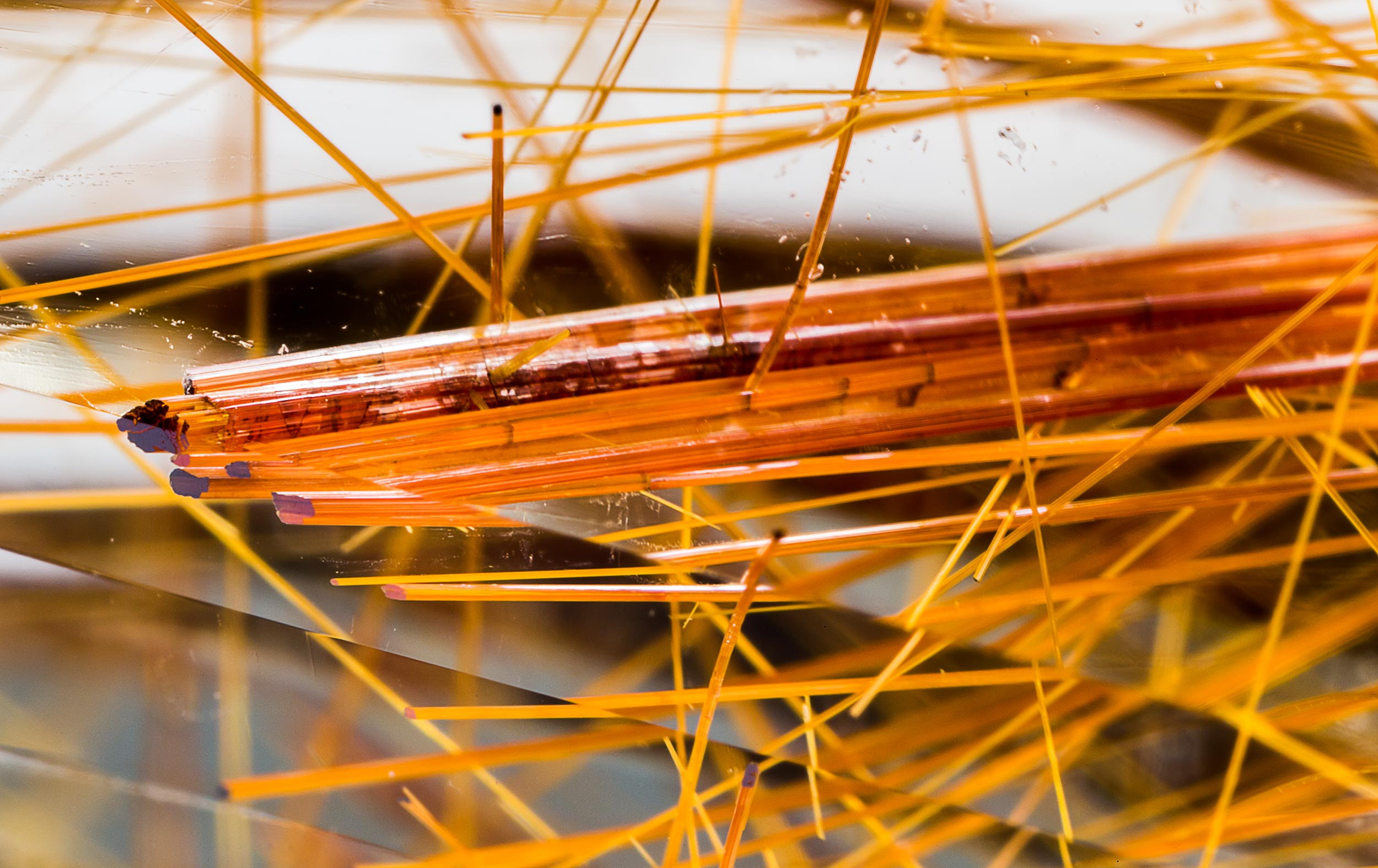
Rutilnadeln in Quarz

Rutil bildet häufig prismatische Kristalle mit dicksäuligem bis feinnadeligem Habitus, an denen oft die Flächenformen {110} und {010} vorherrschen und deren Kristallflächen parallel [001] gestreckt und gestreift sind. Neben vielen anderen Formen kommen auch ditetragonale Prismen vor.
In feinnadeliger bis faseriger Form eingeschlossen, ist Rutil für den unter anderem für den bei Saphiren und Rubinen vorkommenden Asterismus (Lichtstern) verantwortlich. In mikroskopischen Einschlüssen kann er neben Hämatit und anderen Mineraleinschlüssen die vor allem bei Quarzen beobachteten „Phantomkristalle“ betonen.
Zwillingsbildungen sind bei Rutil allgemein anzutreffen, die sich nach zwei Gesetzen bilden können: Besonders häufig kommen Zwillinge, Drillinge und polysynthetische Viellinge in lamellarer oder zyklischer Form nach (101) vor, wobei die Individuen unter einem Winkel von 65°35′ aneinanderstoßen. Charakteristisch sind dabei vor allem knie- bzw. visierförmige und V-förmige Zwillingsbildungen und sogar Sechslinge, die geschlossene Ringe bilden. Seltener sind Zwillinge nach (301) in Herzform, deren Vertikalachsen sich unter 54°44′ treffen. Beide Gesetze können auch gleichzeitig auftreten und dadurch ein gitter- oder netzförmige Aggregate bilden, die als Sagenit bezeichnet werden.

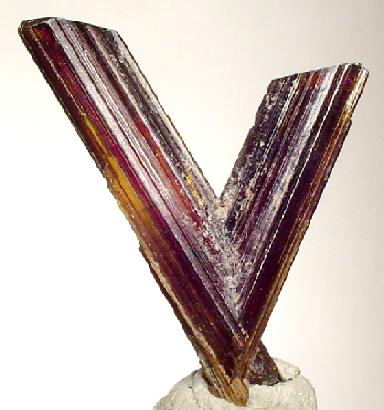
V-förmiger Rutil
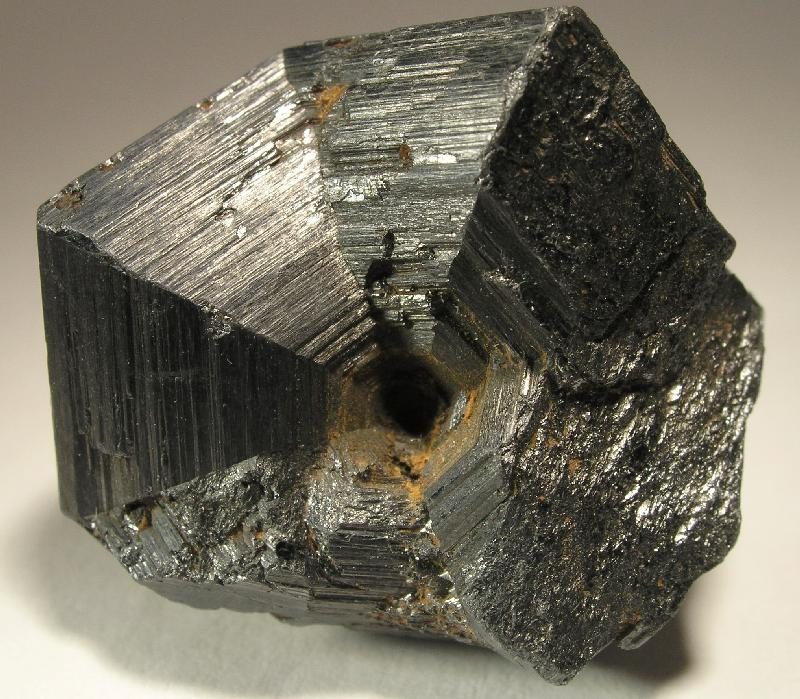
Zyklischer Polyzwilling
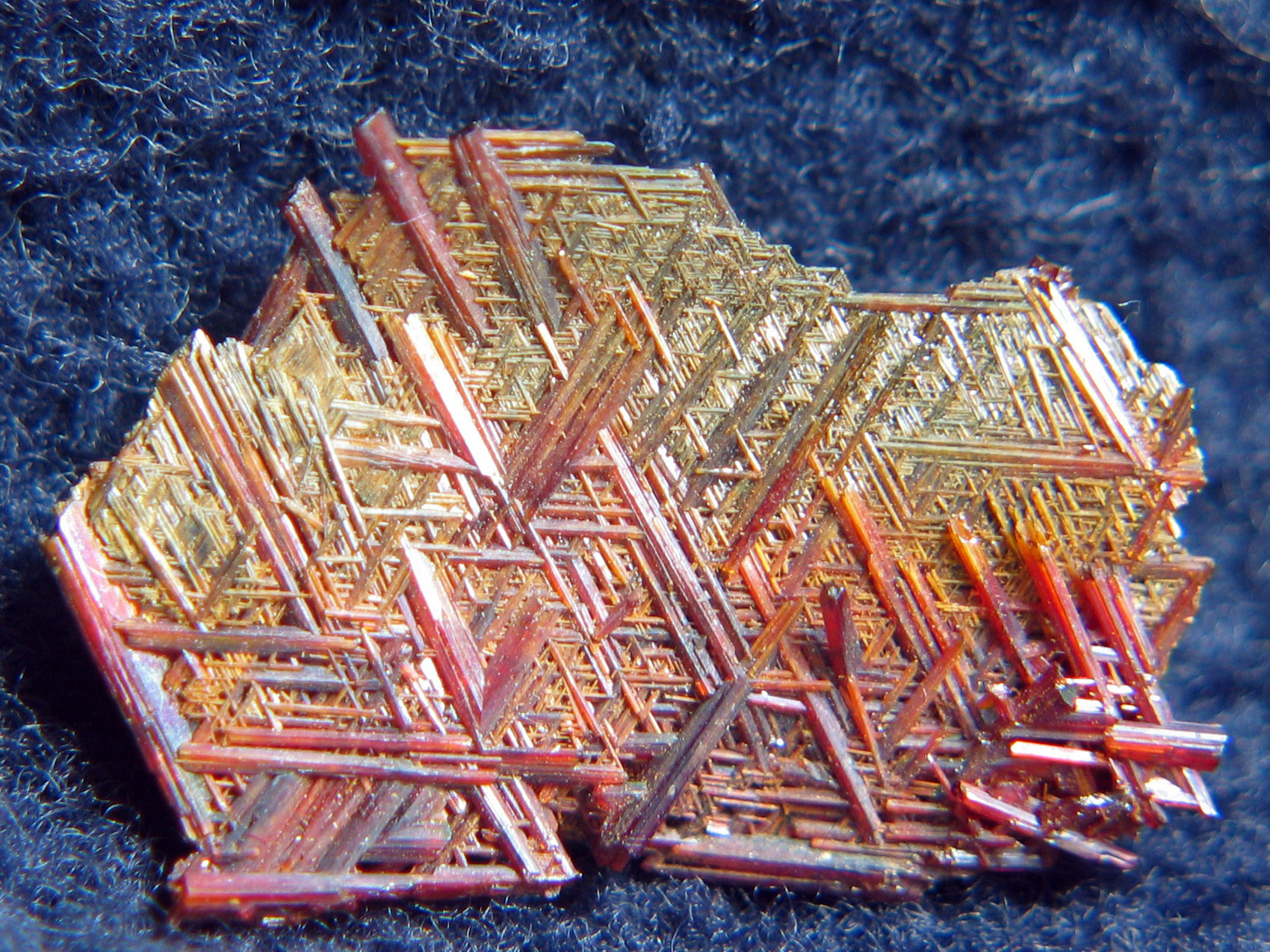
Sagenit
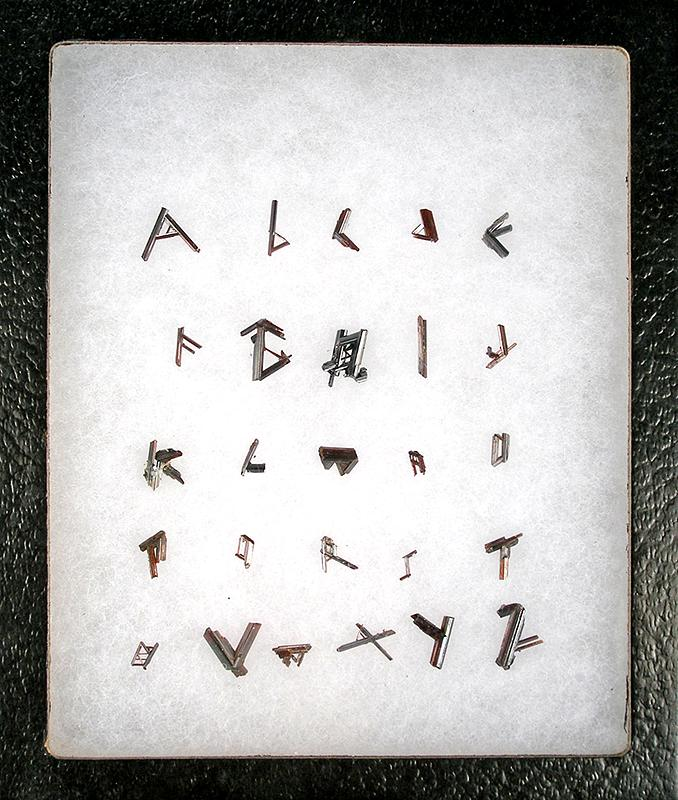
„Rutil-Alphabet“

### Farbe
Rutil kann in verschiedenen Farben auftreten, am häufigsten findet er sich aber in rötlichbrauner bis kräftig roter und schwarzer Farbe. Als Inklusionen (Einschlüsse) in anderen Mineralen – wie beispielsweise in Quarz – glänzt Rutil auch in kräftig goldgelber Farbe und wird in dieser Form als Venushaar bezeichnet und gern zu Schmucksteinen verarbeitet. Selten dagegen treten bläuliche oder violette Farbtöne auf.

### Chemische und physikalische Eigenschaften
Rutil ist säureunlöslich und vor dem Lötrohr unschmelzbar. In Reinform ist er schwach paramagnetisch mit einer spezifischen magnetischen Suszeptibilität (Massensuszeptibilität) von 7,7·10−7 emu/Oe·mg, enthält er dagegen zusätzlich Eisen, wird er antiferromagnetisch.

## Modifikationen und Varietäten

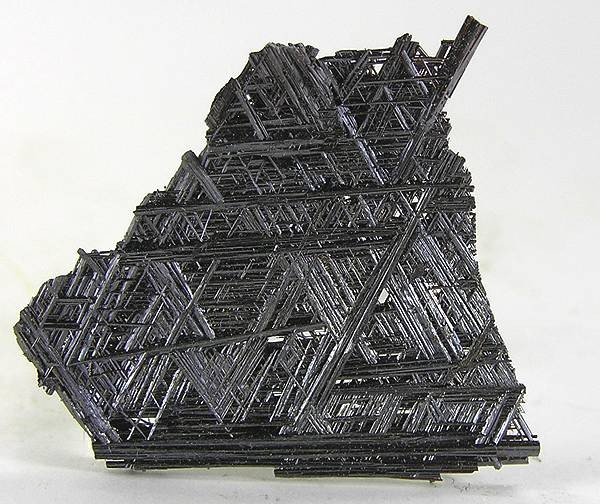
Rutilvarietät Sagenit aus Diamantina, Minas Gerais, Brasilien (Größe: 3,4 cm × 2,9 cm × 0,2 cm)

Rutil ist die bedeutendste und einzige bei hohen Temperaturen stabile Modifikation des Titandioxids. Die beiden anderen sind Anatas und Brookit.
Sagenit wird eine Rutilvarietät genannt, die flache, netz- bis gitterartige Verwachsungen von nadelartigen feinen Rutilzwillingen aufweist. Sie wird auch als epitaktische (orientierte) Verwachsung bezeichnet.
Nigrin ist die Bezeichnung für einen eisenhaltigen, schwarzen Rutil.

## Bildung und Fundorte

### Bildungsbedingungen

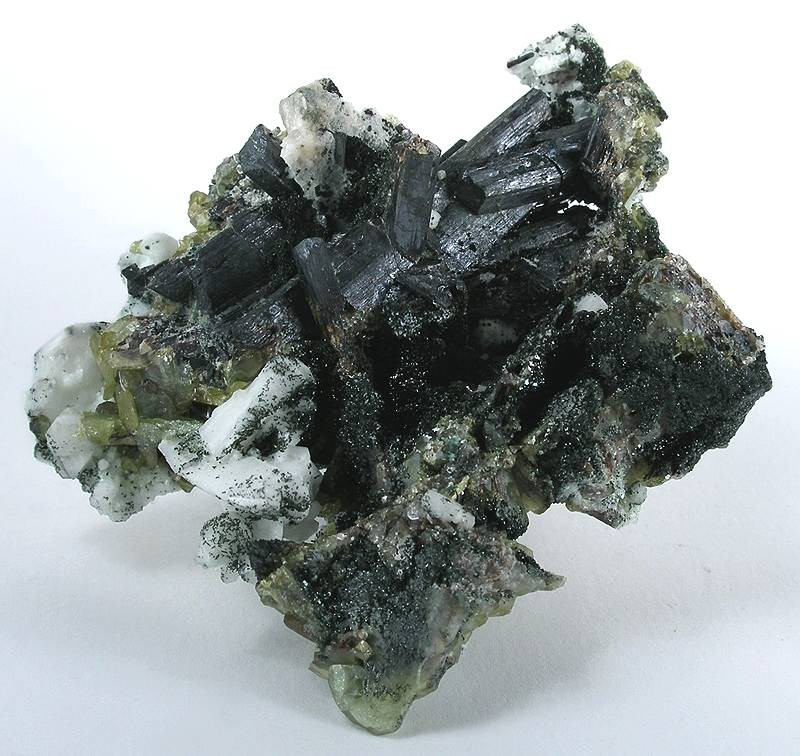
Mineral-Aggregat aus Rutil (schwarz), Albit (weiß) und Titanit (grün)

Rutil bildet sich als Hochtemperatur- und Hochdruckmineral sowohl magmatisch wie auch metamorph und ist als akzessorischer Bestandteil in vielen Gesteinen zu finden, so unter anderem auch als Seifenmineral in Flusssedimenten. Entsprechend ist Rutil mit vielen anderen Mineralen vergesellschaftet anzutreffen, wie neben den bereits erwähnten weiteren TiO2-Modifikationen Anatas und Brookit unter anderem noch Adular, Albit, Apatit, Calcit, Chloriten, Ilmenit, Pyrophyllit, Titanit und Quarz. Mit Hämatit bildet Rutil zudem epitaktische Verwachsungen.
Rutil kommt in Eklogiten vor und ist die dominierende Ti-Phase in Granat-Amphiboliten.

### Fundorte

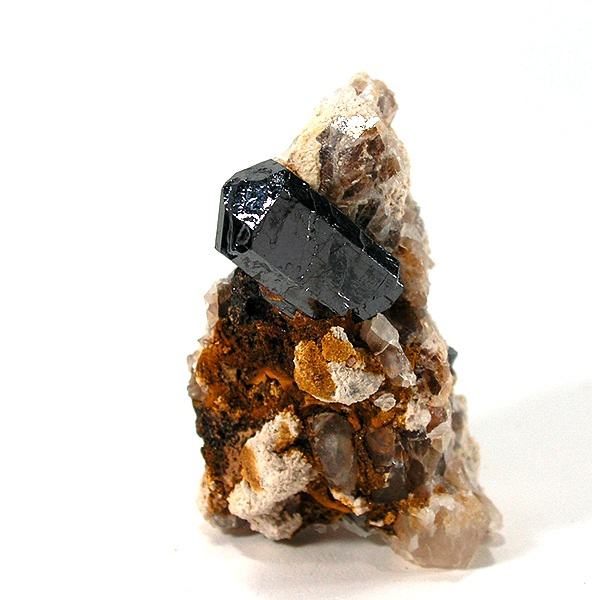
Rutilkristall auf Matrix vom Berg Kapudschuk, Aserbaidschan (Größe: 5 cm × 3,2 cm × 3,5 cm)

Als häufige Mineralbildung ist Rutil an vielen Orten weltweit anzutreffen, wobei bisher rund 5900 Fundorte dokumentiert sind (Stand 2019).
Erwähnenswert aufgrund seiner außergewöhnlichen Mineralfunde sind unter anderem die „Graves Mountain Mine“ im US-amerikanischen Lincoln County (Georgia), in der bis zu 15 cm große Kristalle zutage traten. Aus der „Cavradi-Schlucht“ bei Sedrun im Schweizer Kanton Graubünden sowie der Gemeinde Ibitiara im brasilianischen Bundesstaat Bahia kennt man besonders schöne Rutil-Hämatit-Epitaxien. Zudem werden in Ibitiara sowie in der zum Bundesstaat Minas Gerais gehörenden Gemeinde Itabira häufig Rutil-Inklusionen in Rauchquarz entdeckt. Große knie- bzw. visierförmige Kristallzwillinge bis etwa 7 cm Größe fanden sich bei Golčův Jeníkov und Soběslav in Tschechien. Kristalle von bis zu 3 cm Durchmesser und 5 cm Länge fanden sich in der Lagerstätte Paragatschaj auf dem Berg Kapudschuk, Autonome Republik Nachitschewan in Aserbaidschan.
In Deutschland konnte Rutil vor allem in einigen Regionen des Schwarzwaldes (Baden-Württemberg), im Fichtelgebirge, Spessart, Bayerischen Wald und Oberpfälzer Wald (Bayern), Hessen, Niedersachsen, im nordrhein-westfälischen Siebengebirge, der Eifel (Rheinland-Pfalz), im Saarland, im sächsischen Erzgebirge, Schleswig-Holstein und Thüringen nachgewiesen werden.
In Österreich fand sich das Mineral im Burgenland, auf alpinen Klüften in vielen Regionen Kärntens, Salzburgs und der Steiermark, in einigen Regionen Niederösterreichs und Tirols sowie in Oberösterreich und in Vorarlberg.
In der Schweiz trat Rutil vor allem auf alpinen Klüften in den Kantonen Graubünden, Tessin und Wallis auf.
Auch in Gesteinsproben des Mittelatlantischen Rückens und des Südwestindischen Rückens und außerhalb der Erde auf dem Mond, genauer im Fra-Mauro-Hochland, konnte Rutil gefunden werden.

### Größte Förderländer
Weltweit werden die Abbau-Reserven für die wichtigsten Titanminerale Ilmenit und Rutil auf 750 Millionen Tonnen geschätzt, wobei der Rutilanteil nur 49 Millionen Tonnen beträgt. Die größten bekannten Rutilreserven hat dabei mit Abstand Australien (31 Mio. Tonnen), gefolgt von Indien (7,4 Mio. Tonnen), Südafrika (6,5 Mio. Tonnen) und der Ukraine (2,5 Mio. Tonnen). In diesen 4 Ländern befinden sich 2022 fast 97 % der bekannten Rutilreserven. Abgebaut wurden 2020 global ca. 605.000 Tonnen Rutil. Hauptförderländer waren Australien, Sierra Leone, Ukraine und Südafrika. Einen Überblick gibt die folgende Tabelle.
| Land               | 2019                        | 2020                        |
|                    | (in Tonnen als TiO2-Gehalt) | (in Tonnen als TiO2-Gehalt) |
| ------------------ | --------------------------- | --------------------------- |
| Australien         | 200.000                     | 190.000                     |
| Indien             | 11.000                      | 11.000                      |
| Kenia              | 74.000                      | 73.000                      |
| Madagaskar         | n.bek.                      | 8.000                       |
| Mosambik           | 6.000                       | 6.000                       |
| Senegal            | 9.000                       | 9.000                       |
| Sierra Leone       | 129.000                     | 114.000                     |
| Südafrika          | 110.000                     | 86.000                      |
| Ukraine            | 94.000                      | 95.000                      |
| Vereinigte Staaten | n.bek. 1                    | n.bek. 1                    |
| Andere Länder      | 21.000                      | 13.000                      |
| Gesamt (gerundet)  | 654.000                     | 605.000                     |

## Verwendung

### Als Rohstoff
Rutil ist mit einem Metall-Gehalt von etwa 60 % nach Ilmenit das bedeutendste Titan-Mineral.
Titandioxid in der Rutil-Modifikation wird aufgrund der hohen Lichtbrechung als Weißpigment verwendet. Außerdem dient er allein oder in Verbindung mit Zellulose als Umhüllung von Elektroden für das Lichtbogenschweißen, die das Schweißen verbessert oder erst ermöglicht.
Aufgrund seiner Halbleitereigenschaften findet Rutil in der Farbstoffsolarzelle, der sogenannten Grätzel-Zelle, Verwendung. Seine Bandlücke beträgt etwa 3,0 eV, es kann daher Licht mit einer Wellenlänge kleiner als etwa 400 nm absorbieren.

### Als Schmuckstein

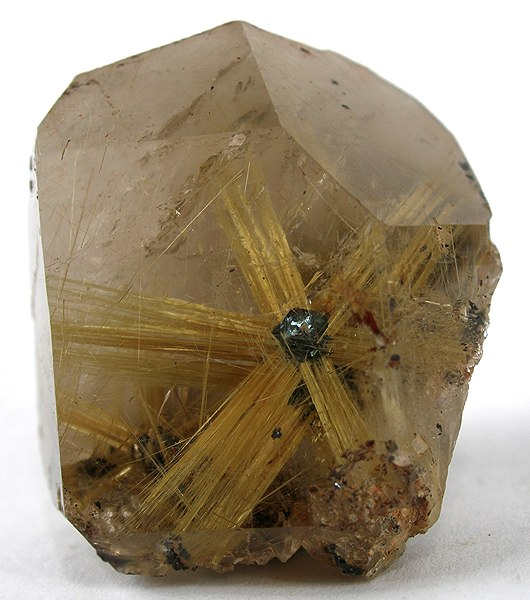
Quarz-Rohstein mit sternförmigem Einschluss von Rutil

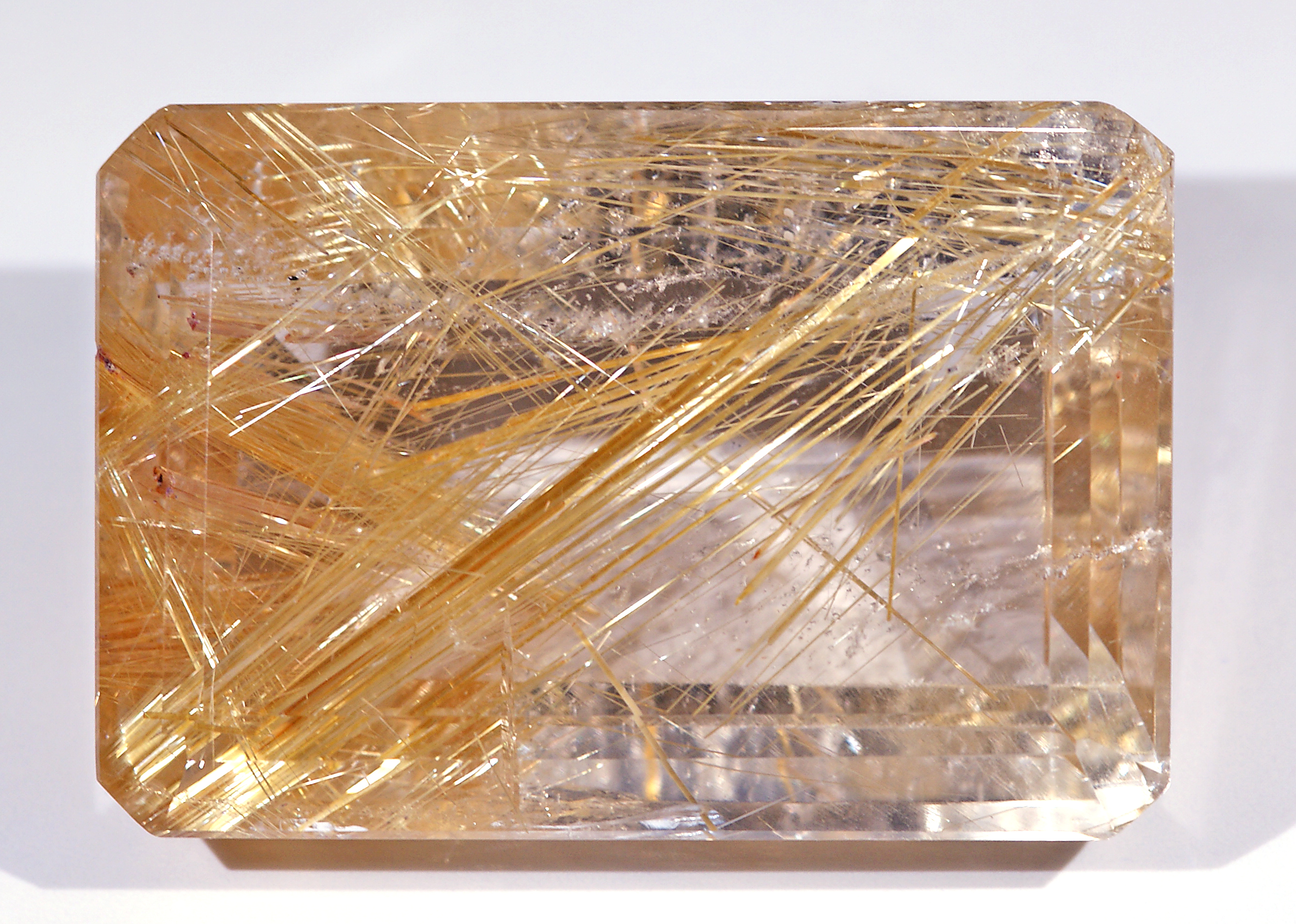
Rutilquarz im Smaragdschliff

Natürlicher Rutil wird nur gelegentlich von Sammlern zu Schmucksteinen verarbeitet, da er meist zu kleine Kristalle ausbildet. Synthetischer Rutil dagegen wird seit 1948 unter dem Handelsnamen „Titania“ oder „Diamonit“ (nicht zu verwechseln mit Diamondit!) als Diamantimitation verkauft, wobei er dessen Glanz durch sechsmal so hohe Dispersion (Feuer) sogar weit übertrifft.
Gern zu Schmucksteinen verarbeitet werden auch in anderen Mineralen eingeschlossene Rutilnadeln, die neben dem goldenen Glanz auch für verschiedene optische Effekte wie beispielsweise Asterismus (sternförmige Lichtreflexe) und Chatoyance (Katzenaugeneffekt) sorgen.